# Ван Доорн, Труди
Ван Доорн, Труди (англ. Trudi (Trudy) Van Doorn (Van Doorne), наст. имя Джеральдин Гарднер (англ. Geraldine Gardner, в замужестве Суонн (англ. Swann)), род. 23 июня 1950 года в Виндзоре, Великобритания - ум. в феврале 1987 года) - британская актриса.

## Фильмография и телевизионные работы

### Телепередачи
- Шоу Бенни Хилла — разные роли

### Телесериалы
- Самая уродливая девушка в городе (The Ugliest Girl in Town, 1968) — Терри
- Театр в кресле (Armchair Theatre, 1971) — студентка
- Следопыты (The Pathfinders, 1972) — Элисон Парк
- Up the Workers (1973) — Дейдре Харгрейвз
- And Mother Makes Three (1973) — стюардесса
- Рози (Rosie, 1978) — Лиз
- Danger UXB (1979) — Микки
- Хейзел (Hazell, 1979)
- Новые мстители (The New Avengers, 1979) — Герда
- Вас обслужили? (Are You Being Served?, 1979)
- Путники (Strangers, 1980) — Грета
- Дом тайн и подозрений Хаммера (Hammer House of Mystery and Suspense, 1984) — секретарша
- C.A.T.S. Eyes (1985) — Глория
- Один шанс на миллион (Chance in a Million, 1986) — Барбара
- Новые поля (Fresh Fields, 1985—1986) — Мисс Хеншо

### Фильмы
- Поиски любви (Quest for Love, 1971) — Сильвия
- Полно проблем (A Hole Lot of Trouble, 1971)
- Queen Kong (1979) — член экипажа
- Не сейчас, милый (Not Now Darling, 1983) — Мисс Уитингтон
- Щелкунчик (Nutcracker, 1983) — Маркова[2].

## Театральные работы
- Кошки (постановка в Лондоне, 1981) — Бомбалурина[3]

## Причина смерти
Переохлаждение (результат вызванного депрессией самоубийства). На момент смерти ей было 36.